# 达荷美 (电影)
是2024年上映的法国纪录片，由法国女导演玛蒂·迪欧普执导，讲述26件达荷美王国皇室珍宝从法国归还贝宁的经历。电影由法国、塞内加尔及贝宁三国联美制片，入选第74屆柏林影展主竞赛单元，最终斩获电影节最高奖金熊奖成為2016年義大利《海上焰火》、2023年法国《塞納河上的船屋》后第三部获得金熊奖的纪录片。
电影定于2024年9月25日在法国院线上映。

## 梗概
电影以虚实相交的方式讲述非洲艺术珍宝被掠夺的故事。早在法国殖民时期，26件达荷美王国时期的皇家艺术珍品殖民统治者劫走，放在巴黎布朗利河岸博物馆展览。而此次归还文物名单包括前达荷美国王格萊萊和貝漢津的雕像。1892年，两位国王的王冠被法国士兵劫走，这两件文物也在归还名单之列。目前这些归还文物在距几内亚湾65英里远的旧皇城阿波美的一所博物馆展出。

## 制作

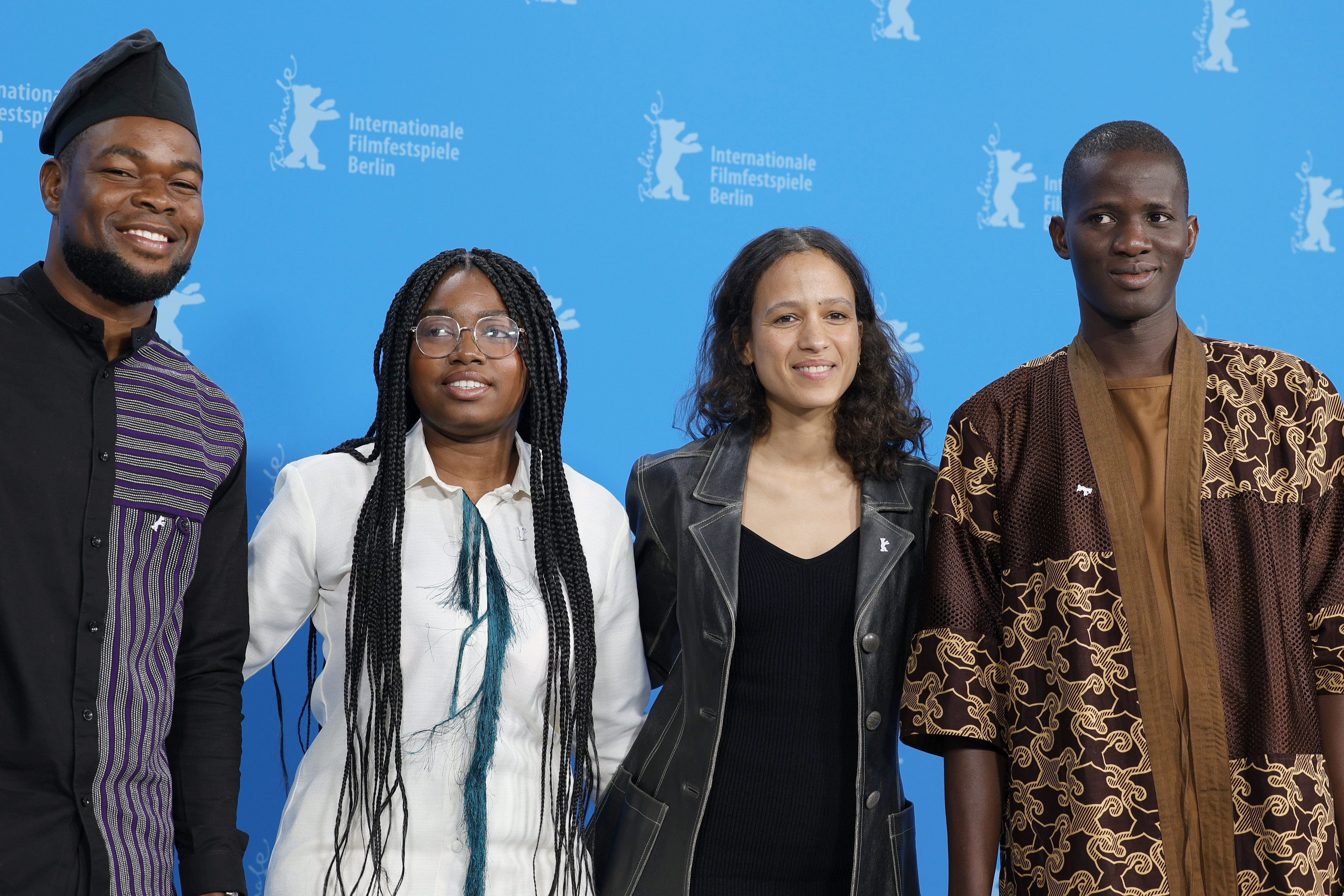
电影主创团队出席第74屆柏林影展。从左到右：哈比卜·阿罕德西（Habib Ahandessi）、荷西娅·盖杰（Joséa Guedje）、玛蒂·迪欧普和吉尔达斯·阿丹诺（Gildas Adannou）

电影由玛蒂·迪欧普执导，Fanta Sy、Les Films du Bal和钻石影业联合制片。沃利·巴达鲁和迪恩·布朗特创作音乐。

## 发行
电影于2024年2月18日在第74屆柏林影展全球首映，入选主竞赛单元。
2024年1月，总部设在巴黎的钻石影业买下电影发行权。同年2月，MUBI买下电影在北美、拉美、英国、爱尔兰、德国、奥地利、瑞士、意大利、土耳其、印度等地的发行权，计划于2024年底上映。电影定于2024年9月25日在法国院线上映，由钻石影业负责发行。

## 反响

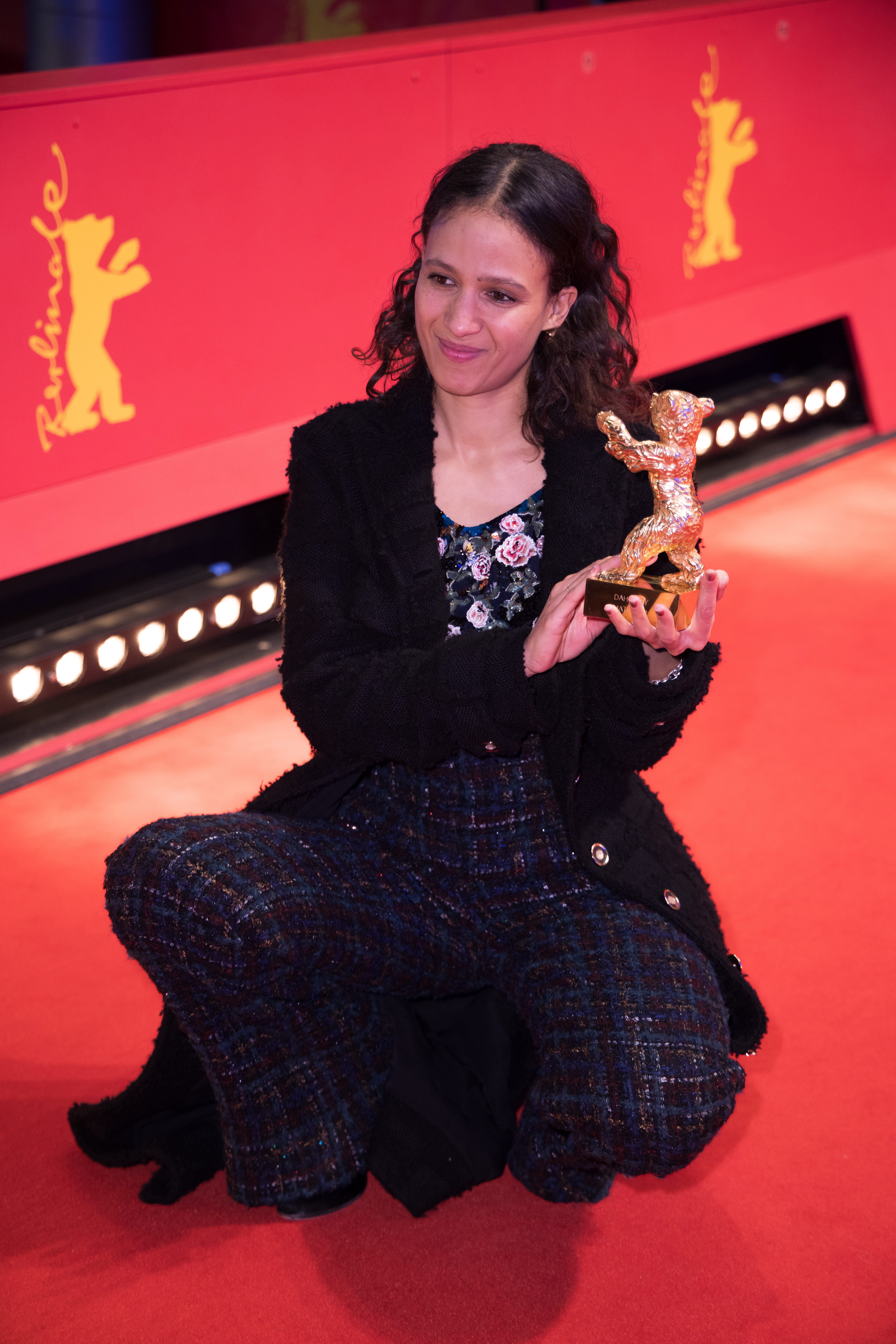
玛蒂·迪欧普凭借本片斩获金熊奖

根据評論匯總网站爛番茄汇总的10篇评论文章，100%的评论家给予该作正面评价，平均打分为7.3分（满分10分）。在Metacritic上，根據5位影評人給予84分（滿分100分），這部電影獲得了「一致好評」。

## 奖项
电影入选第74屆柏林影展主竞赛单元，最终斩获电影节最高奖金熊奖，成为2023年法国纪录片《塞納河上的船屋》后第二部获得金熊奖的纪录片，也是继2005年马克·多恩福德-梅的《卡雅利沙的卡门》之后，第二部斩获金熊奖的非洲题材电影。
| 大奖           | 颁奖日期      | 奖项         | 获得者      | 结果 | 参考资料     |
| -------------- | ------------- | ------------ | ----------- | ---- | ------------ |
| 柏林国际电影节 | 2024年2月25日 | 金熊奖       | 玛蒂·迪欧普 | 獲獎 | [ 18 ] [ 6 ] |
| 柏林国际电影节 | 2024年2月25日 | 最佳纪录片奖 | 玛蒂·迪欧普 | 提名 | [ 3 ]        |